# Municípios de Åland
Os 16 municípios de ilhas Åland estão divididos em 3 sub-regiões da Finlândia:, a parte rural e o arquipélago.

## Mariehamn
- Mariehamn (Fi. Maarianhamina)

## Campo (parte rural)
- Eckerö
- Finström
- Geta
- Hammarland
- Jomala
- Lemland
- Lumparland
- Saltvik
- Sund

## Arquipélago
- Brändö
- Föglö
- Kumlinge
- Kökar
- Sottunga
- Vårdö